# Pachrophylla jacintaria
Pachrophylla jacintaria är en fjärilsart som beskrevs av Otto Staudinger 1898. Pachrophylla jacintaria ingår i släktet Pachrophylla och familjen mätare. Inga underarter finns listade i Catalogue of Life.